# 켄우드 하우스

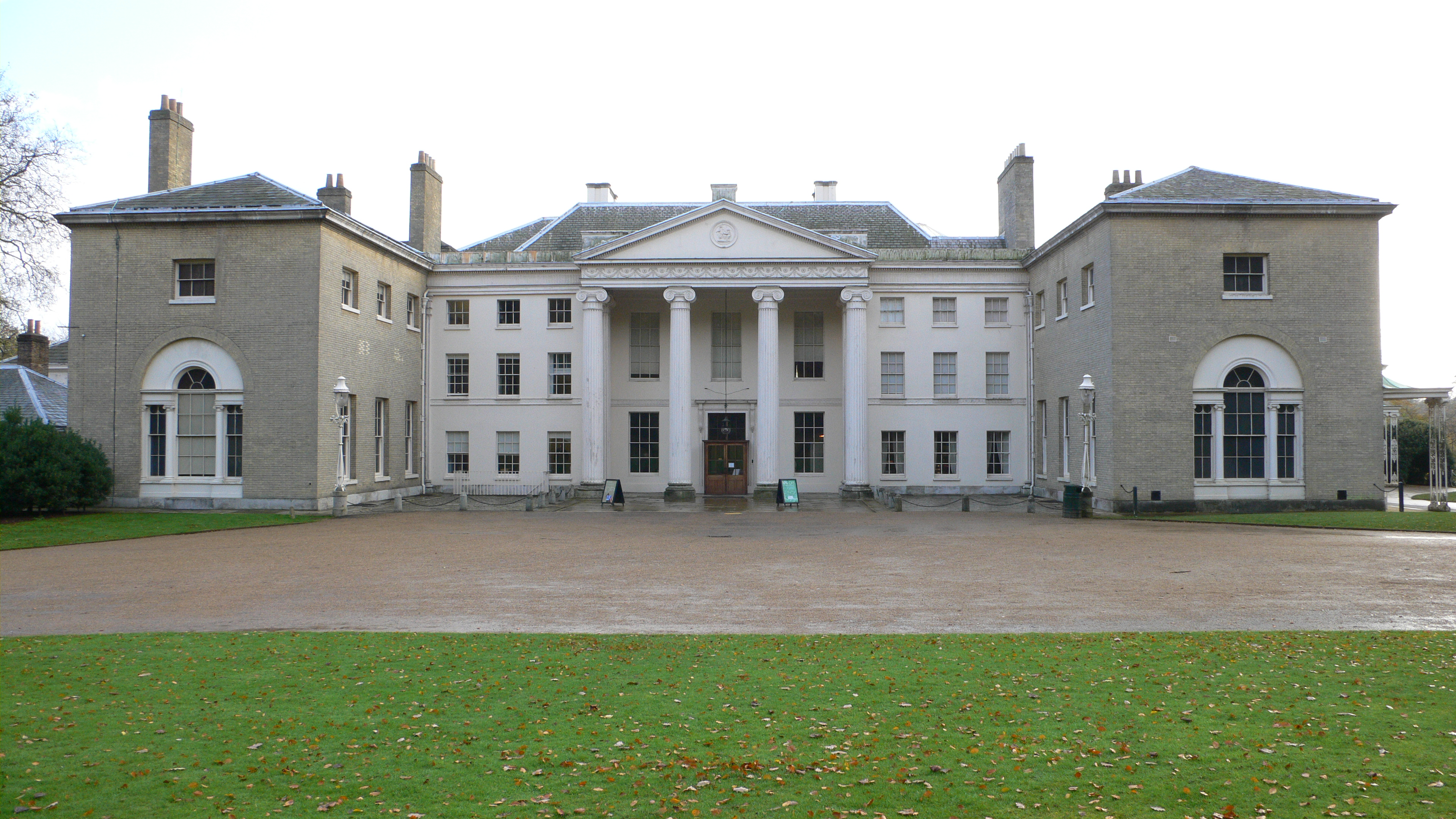
켄우드 하우스

켄우드 하우스(Kenwood House)는 잉글랜드 런던 햄프스티드 햄프스티드 히스 북단에 위치한 컨트리 하우스이자 미술관이다. 요하네스 페르메이르의 《기타 치는 여인》 등을 소장하고 있다.